# Allium platakisii
Allium platakisii ist eine Pflanzenart aus der Gattung Lauch (Allium) in der Unterfamilie der Lauchgewächse (Allioideae).

## Merkmale
Allium platakisii ist eine ausdauernde, krautige Pflanze, die Wuchshöhen bis 30 Zentimeter erreicht. Dieser Geophyt bildet Zwiebeln als Überdauerungsorgane aus. Die Laubblätter umscheiden ein Drittel bis die Hälfte des Stängels und sind 2,5 bis 5 Millimeter breit. 
Das größere Hüllblatt ist 50 bis 60 Millimeter groß. Der doldige Blütenstand enthält 25 bis 35 Blüten. Die Blütenstiele sind ungefähr 10 Millimeter lang. Die Blüten sind bauchig. Die Blütenhüllblätter sind 6 bis 7 Millimeter groß, weiß gefärbt und haben einen rosa Mittelnerv.
Die Blütezeit reicht von September bis Oktober.
Die Chromosomenzahl beträgt 2n = 16.

## Vorkommen
Allium platakisii ist auf der kleinen Felseninsel Pontikonisi, gelegen vor der Nordwestküste Kretas im Regionalbezirk Chania, endemisch. Die Art wächst in Felsspalten und wurde erst 1993 neu beschrieben.